# 李若星
李 若星（り じゃくせい、生年不詳 - 1649年）は、明末の官僚・軍人。字は紫垣、号は燦巌。本貫は汝寧府光州息県。

## 生涯
1604年（万暦32年）、進士に及第した。棗強知県・真定知県を歴任した。御史に抜擢され、南京兵部尚書の黄克纘を弾劾した。官庫を巡視して、国を蝕む商業の四弊を上書し、横領を防ぐために十庫の出納を調査したいと請願したが、聞き入れられなかった。山西巡按をつとめ、税使の撤廃を請願した。再び黄克纘を弾劾し、罷免を求めたが、聞き入れられなかった。福建右参議として出向し、病のため帰郷した。
天啓初年、陝西で官に起用され、北京に召還されて尚宝司少卿となり、大理寺少卿に転じた。1623年（天啓3年）春、右僉都御史として甘粛巡撫をつとめた。天啓帝に赴任を告げる際に、魏忠賢と客氏の奸悪を告発した。1624年（天啓4年）、将軍の丁孟科・官維賢を派遣してオルドス部や松山諸部の鎮番を撃たせ、240人あまりを斬首した。戦勝が奏聞されると、叙勲を受ける前に、若星が義兵を起こして君側の奸を清めようとしていると北京の朝廷に伝えられた。魏忠賢はこれを聞きつけると、許顕純に命じて汪文言の獄の調書に若星の名を入れさせ、若星が趙南星から賄賂を受けたと誣告させて、若星の軍権を剥奪させた。1625年（天啓5年）3月、若星の名は官籍から削られ、その身柄は河南撫按提問に下された。1626年（天啓6年）、疑獄が天啓帝に報告されると、若星は杖罰100を受けて、廉州に流されて一兵士とされた。
1627年（天啓7年）、崇禎帝が即位すると、赦令により若星は故郷に帰った。1628年（崇禎元年）6月、工部右侍郎・兼右僉都御史として起用され、河道を総理した。甘粛での功を追って論じられ、秩二品を進められた。1629年（崇禎2年）、黄河が決壊して、泗州が洪水の被害を受け、睢寧城が水に浸かった。若星は祖陵の修築と睢寧県の治所の移転を請願して、聞き入れられた。北京で戒厳が発令されると、若星は兵を派遣して入衛させた。病のため帰郷し、父が死去したため喪に服した。1638年（崇禎11年）1月、北京に召還されて兵部右侍郎となった。5月、兵部左侍郎・兼右僉都御史となり、朱燮元に代わって四川・湖広・雲南・貴州の軍務を総督し、貴州巡撫を兼ねた。安位の残党の安隴璧と苗仲の諸反乱を討って功績があった。
南明の福王政権のとき、解職された。郷里は清軍に占領されていたため、貴州に寓居した。1647年（永暦元年）、永暦帝が武岡に移転すると、若星は吏部尚書として召されたが、劉承胤に妨げられて赴くことができなかった。後に永暦帝に従った。1649年（永暦3年）、清の孔有徳が靖州を攻撃すると、若星は兵乱の最中に死去した。